# Grzegorz Kiljanek
Grzegorz Kiljanek est un céiste polonais pratiquant le slalom et né le 9 août 1984.

## Palmarès

### Jeux olympiques
- 2012 à Londres (Royaume-Uni)
  - 9e place en C1

### Championnats d'Europe de canoë-kayak slalom
- 2008 à Cracovie (Pologne)
  -  Médaille d'argent en C-1 par équipe